# Řecko-zimbabwské vztahy
Řecko-zimbabwské vztahy jsou bilaterální vztahy mezi Řeckem a Zimbabwe. Řecko má velvyslanectví v Harare. Vzhledem k ekonomické situaci Zimbabwe nemá v Řecku velvyslanectví ani honorární konzulát.

## Dějiny
Řecká komunita v Zimbabwe dosáhla vrcholu asi 13 000–15 000 osob v roce 1972. Od té doby se její počet v důsledku nestability v Zimbabwe snížil na asi 1 100 Řeků nebo lidí řeckého původu.
V Harare jsou tři řecké jazykové školy vlastněné řeckou komunitou, první je v provozu od roku 1954. Je zde řecká mateřská škola, řecká základní škola a řecká střední škola.
V roce 1982 Řecko souhlasilo s tím, že poskytne Zimbabwe ekonomickou, turistickou a obchodní pomoc.
Počínaje rokem 2002 byly vztahy mezi Řeckem a Zimbabwe ovlivněny sankcemi uvalenými Evropskou unií. Sankce zahrnují zákaz „vydávání víz vládním úředníkům, zmrazení jejich majetku v EU a zákaz prodeje zbraní“. Poslední ministerské oficiální návštěvy se uskutečnily v roce 1998.
Svaté arcibiskupství Zimbabwe a jižní Afriky je pod jurisdikcí alexandrijského patriarchátu. Patriarcha Theodore II. Alexandrijský byl dosazen v prosinci 2004. V roce 2007 se s Theodorem setkal Robert Mugabe.
V roce 2008 hovořil řecký velvyslanec v Zimbabwe Michaél Koukakés o dvou nových projektech, potravinovém programu v hodnotě 70 000 USD; a 75 000 USD pro nemocnici Chivhu v Harare.